# 조자가하마시오사이하마나스코엔마에역
조자가하마시오사이하마나스코엔마에역(일본어: 長者ヶ浜潮騒はまなす公園前駅, ちょうじゃがはましおさいはまなすこうえんまええき)은 일본 이바라키현 가시마시에 있는 가시마 임해 철도 오아라이카시마 선의 역이다. 과거에는 일본에서 가장 긴 역명이었으나, 도지인역이 도지인·리쓰메이칸대학키누가사캠퍼스앞역으로 이름을 바꾸면서 그 자리를 넘겨주었다.

## 역 구조
단선 승강장 1면 1선의 지상역으로 무인역이다.

## 역 주변
- 가시마 시 오노시오사이하마나스 공원 - 승강장에서도 원내의 전망탑이 보인다.
- 국도 제51호선
- 이바라키 지방 도로 242호 호코타카시마 선

## 역사
- 1990년 11월 18일: 영업 개시.

## 인접역
| 가시마 임해 철도 ■ 오아라이카시마 선 | 가시마 임해 철도 ■ 오아라이카시마 선 | 가시마 임해 철도 ■ 오아라이카시마 선 |
| ------------------------------------ | ------------------------------------ | ------------------------------------ |
| 가시마오노 미토 방면                 |                                      | 고야다이 가시마진구 방면             |

## 같이 보기
- 긴 낱말